# Cichonawiczy
Cichonawiczy (biał. Ціхонавічы; ros. Тихоновичи, Tichonowiczi) – wieś na Białorusi, w obwodzie mińskim, w rejonie łohojskim, w sielsowiecie Krajsk, nad Krajszczanką. W 2019 roku liczyła 14 mieszkańców.